# 423P/Lemmon
423P/Lemmon è una cometa periodica appartenente alla famiglia delle comete gioviane: la cometa è considerata un oggetto in fase di transizione tra i Centauri e la famiglia delle comete gioviane. Al momento della sua scoperta, l'8 febbraio 2008, fu ritenuta un asteroide e come tale denominata 2008 CL94, il 17 marzo 2009, dopo oltre un anno dalla scoperta iniziale, fu osservata attività cometaria e quindi ridenominata P/2008 CL94 Lemmon, la sua riscoperta il 9 gennaio 2021 ha permesso di numerarla .